# Allier et ses affluents
Allier et ses affluents este o arie protejată (sit de importanță comunitară — SCI) din Franța întinsă pe o suprafață de 880 ha, integral pe uscat.

## Localizare
Centrul sitului Allier et ses affluents este situat la coordonatele 44°42′08″N 3°57′57″E / 44.70222°N 3.96583°E.

## Înființare
Situl Allier et ses affluents a fost declarat arie specială de conservare în baza directivei 92/43 din 1992 referitoare la conservarea habitatelor naturale și a faunei și florei sălbatice pentru a proteja 1 specie de plante și 5 specii de animale.

## Biodiversitate
Situată în ecoregiunea continentală, aria protejată conține 9 habitate naturale: Pajiști uscate europene, Turbării active, Mlaștini turboase de tranziție și turbării mișcătoare, Grohotișuri silicioase de la nivelul montan până la nivelul zăpezii (Androsacetalia alpinae și Galeopsietalia ladani), Mlaștini împădurite, Păduri de fag subalpine medio-europene cu Acer și Rumex arifolius, Liziere de ierburi înalte hidrofile de câmpie și de nivel montan până la alpin, Cursuri de apă de la nivel de câmpie la nivel montan, cu vegetație Ranunculion fluitantis și Callitricho-Batrachion, Grohotișuri calcaroase și de șisturi calcaroase de la nivelul montan până la nivelul alpin (Thlaspietea rotundifolii).
La baza desemnării sitului se află mai multe specii protejate:
- plante (1): Buxbaumia viridis
- mamifere (1): vidră de râu (Lutra lutra)
- nevertebrate (3): Austropotamobius pallipes, Margaritifera margaritifera, Rosalia alpina
- pești (1): zglăvoacă (Cottus gobio)